# Cot Uteuen Peutek
Cot Uteuen Peutek är en kulle i Indonesien.   Den ligger i provinsen Aceh, i den västra delen av landet, 1 800 km nordväst om huvudstaden Jakarta. Toppen på Cot Uteuen Peutek är 249 meter över havet.
Terrängen runt Cot Uteuen Peutek är kuperad åt nordost, men åt sydväst är den platt. Runt Cot Uteuen Peutek är det glesbefolkat, med 14 invånare per kvadratkilometer. Närmaste större samhälle är Banda Aceh, 16,6 km väster om Cot Uteuen Peutek. I omgivningarna runt Cot Uteuen Peutek växer i huvudsak städsegrön lövskog.